# Synodontis clarias
Synodontis clarias hay còn gọi là red tailed synodontis hoặc mandi, là tên của một loài cá da trơn bơi lộn ngược và phân bố rộng rãi ở các vùng nước của Bắc Phi. Năm 1758, loài cá này được nhà động vật học người Thụy Điển Carl Linnaeus mô tả là thuộc chi Silurus dựa trên một mẫu vật thu thập được ở Ai Cập, gần thành phố Cairo. Nghĩa chính xác của tên loài clarias thì không rõ ràng, nhưng có lẽ là sử dụng với nghĩa là "sáng" và "trong".

## Mô tả
Tương tự như nhiều loài trong chi Synodontis, S. caudalis xương đỉnh đầu của chúng kéo dài ra phía sau đến tia vây đầu tiên của vây lưng thì dừng lại. Hai bên đầu chúng mọc ra hai cái xương hẹp, cứng, bẹt, đỉnh thì nhọn. Nhờ bộ phận này mà các nhà nghiên cứu có thể nhận dạng được loài cá này.
Chúng có 3 cặp râu. Một cặp ở hàm trên thì dài, phân nhánh, có màng ở nối với cơ thể ở gốc, khi mở rộng thì có chiều dài 3⁄5 hoặc bằng chiều dài của đầu. Còn hai cặp ở dưới thì có độ dài không bằng nhau. Cặp ngoài cùng thì thì dài hơn cặp trong cùng gấp 1+1⁄3 lần và cả hai đều phân nhánh.
Tia vây đầu tiên của vây lưng và vây ngực thì cứng và có đỉnh nhọn. Gai ở loài cá này thì dài, có thể là nhỉnh hơn chiều dài của đầu, cong và có răng cưa ở hai bên. Gai ở phần ngực thì ngắn như vây lưng và có răng cưa ở 2 bên. Vây hậu môn thì có 55 tia vây không nhánh và 7 đến 9 tia vây phân nhánh. Vây đuôi thì chia ra làm 2 rất rõ ràng và thùy đuôi phía trên thì dài hơn phía dưới.
Ở hàm trên thì răng của chúng có hình cái đục, còn ở hàm dưới thì có hình chữ S (hay hình cái móc). Số lượng răng ở hàm dưới thường được dùng để phân biệt các loài, ở Synodontis caudovittatus thì hàm dưới có từ 6 đến chín cái răng.
Lưng của loài cá này có màu từ xám đến xanh lá, mặt dưới thì màu trắng. Vây thì có màu xám hơi trắng và cuối đuôi có màu đỏ. Những cá thể gần trưởng thành thì có những mảng tối màu cẩm thạch trên cơ thể và đốm màu tối ở phần bụng, hậu môn và đuôi.
Chiều dài của chúng khi trưởng thành có thể lên đến 36 cm (14 in). Nhìn chung thì cá thể giống cái thì to hơn giống đực dù cùng lứa tuổi với nhau.

## Môi trường sống và tập tính
Trong tự nhiên, loài cá này có thể được tìm thấy ở khu vực từ Senégal đến Ai Cập.
Chúng là loài ăn đáy nên thức ăn của chúng là ấu trùng côn trùng, mảnh vụn hữu cơ và thực vật.
Hành vi sinh sản của các loài trong chi Synodontis hầu như vẫn chưa rõ, ngoại trừ việc đếm được số lượng trứng từ việc các cá thể cái. Mùa sinh sản thì có lẽ diễn ra vào mùa lũ từ tháng 7 đến tháng 10, rồi chúng bắt cặp và bơi cùng nhau đến hết mùa sinh sản. Tốc độ phát triển của chúng tăng nhanh vào năm đầu tiên rồi giảm dần theo từng năm.